# Aeropuerto Internacional Houari Boumedienne
El Aeropuerto Internacional Houari Boumedienne (IATA: ALG, OACI: DAAG) es un aeropuerto civil ubicado a 17 km (kilómetros) al sureste de Argel, la capital de Argelia. Su nombre procede de Houari Boumédiène. Bajo control francés, Dar El Beïda, la zona donde se ubica el aeropuerto, era conocida como Maison Blanche (Casa Blanca) y, en la mayoría de libros sobre la guerra de Independencia de Argelia, se le conoce como aeropuerto Maison Blanche.

## Historia
Creado en 1924 para actividades militares y de ocio y conocido como la Base 149 de la Fuerza Aérea de la Casa Blanca, el aeródromo de la Casa Blanca comenzó a desarrollarse y a volcarse a la aviación civil en 1940.
Durante la Segunda Guerra Mundial, el aeropuerto de Argel fue uno de los principales objetivos de la Operación Aliada de la Fuerza de Tarea Conjunta en Argel el 8 de noviembre de 1942. La oposición de las fuerzas francesas de Vichy que defendían el aeropuerto terminó el mismo día, cuando se dieron las órdenes del almirante Darlan en Argel de poner fin a todas las hostilidades en el norte de África.
Los aviones Huracán Hawker del 43 Escuadrón de la RAF bajo el mando del Líder de Escuadrón Michael Rook aterrizaron en la Casa Blanca poco después de las 11 de la mañana del 8 de noviembre y comenzaron a patrullar al día siguiente. El escuadrón 43 permaneció en la Casa Blanca hasta el 13 de marzo de 1943, cuando la unidad fue desplegada a Jemmapes, Constantine.
Una vez en manos de los aliados, el aeropuerto fue utilizado por el Comando de Transporte Aéreo del Ejército de los Estados Unidos como el principal centro de transbordo de carga, aviones en tránsito y personal. Sirvió como escala en el camino hacia el aeropuerto de Tafraoui, cerca de Orán, o hacia el aeropuerto de Túnez, en Túnez, en la ruta de transporte entre El Cairo y Dakar, en el África del Norte. También voló personal y carga a Marsella, Milán, Nápoles y Palermo, Sicilia. Además, la Duodécima Sección A3 de la Fuerza Aérea, bajo el mando del teniente coronel Carter E. Duncan 1943/44, utilizó el aeropuerto como centro de mando y control, con sede en el XII Comando de Bombarderos; el XXII Comando Aéreo Táctico y la 51.ª Ala de Transporte de Tropas dirigieron las misiones de combate y apoyo durante la campaña norteafricana contra el Afrika Korps nazi. Después de servir en 1942 para los desembarcos de los aliados, se convirtió en el aeropuerto de la Casa Blanca de Argel justo después del final de la Segunda Guerra Mundial, a partir del nombre francés de la ciudad (Maison Blanche) donde se encuentra.
Se convirtió en el aeropuerto de Argel-Dar El Beïda en 1962, y luego tomó el nombre de Houari Boumédiène el 5 de enero de 1980, un año después de la muerte del jefe de Estado argelino.
El 26 de agosto de 1992, la antigua terminal internacional fue objeto de un atentado que se cobró la vida de nueve personas.
El 24 de diciembre de 1994, en la pista del aeropuerto de Argel, se inició la toma de rehenes del vuelo 8969 de Air France. A raíz de esta toma de rehenes, Air France decidió suspender todos sus vuelos a Argelia. Los vuelos de Air France se reanudaron en 2003.
En 2006, se inauguró la nueva terminal con una capacidad de 6 millones de pasajeros. El aeropuerto de Argel fue clasificado como el mejor aeropuerto africano en 2011.
El 29 de abril de 2019, entró en servicio un nuevo edificio terminal con una capacidad de 10 millones de pasajeros. Esta terminal fue construida por el grupo chino China State Construction Engineering (CSCEC). Un servicio de tren desde la estación de Agha al aeropuerto vía Bab Ezzouar fue inaugurado el mismo día por SNTF.

## Terminales
El aeropuerto de Argel es un aeropuerto civil internacional que sirve a la capital argelina y a su región (provincia de Argel, Tipasa, Blida, Médéa, Aïn Defla, Boumerdès y Tizi Uzu). Es el más importante de todos los aeropuertos argelinos. Su capacidad actual es de unos 22 millones de pasajeros al año para un flujo real de más o menos 9 millones en 2013.
Se compone de 3 terminales, una terminal para vuelos internacionales (T4), una terminal para vuelos nacionales y para vuelos a Oriente Medio y países del Golfo (T1), y una tercera para vuelos chárter, utilizada en particular para peregrinaciones (T2).
El aeropuerto está gestionado desde noviembre de 2006 por la empresa de gestión de servicios e infraestructuras aeroportuarias (SGSIA), filial de EGSA Argel.

### Terminal 4 (T4)
En vista del rápido aumento del tráfico de pasajeros, en 2015 se iniciarán las obras del nuevo edificio de la terminal con una capacidad de 10 millones de pasajeros. El coste de esta ampliación del aeropuerto se estima entonces en cerca de 74 000 millones de dinares argelinos. En el proyecto inicial, las autoridades anunciaron que la extensión ocuparía un área de 20 ha (hectáreas).
También está previsto que haya un aparcamiento con una capacidad de más de 4500 plazas. También hay tres aparcamientos para aeronaves y carriles de tráfico que cubren una superficie de más de 424 000 m² (metros cuadrados).
La terminal está equipada con 120 puntos de facturación, 84 mostradores de facturación, nueve cintas transportadoras y 21 pasarelas telescópicas. Diseñado por una empresa de ingeniería británica, el proyecto fue confiado al grupo chino China State Construction Engineering (CSCEC), financiado por un préstamo bancario de 62 000 millones de dinares y por un capital propio de 14 000 millones de dinares de SGSIA, lo que hace un total de 76 000 millones de dinares.
Construida en cinco niveles, la nueva terminal cumple con las normas de eficiencia energética y medioambiental. Está equipado con depósitos de recogida de aguas pluviales, que se utilizarán para el riego, claraboyas para reducir el consumo de electricidad, y acondicionadores de aire que regulan la temperatura a una altura de sólo 4 m (metros).
El 30 de octubre de 2014, comenzó la construcción de la nueva terminal de 73 ha, que actualmente alberga 10 millones de pasajeros adicionales al año y que también es capaz de manejar los aviones Airbus A380.
Entró en servicio el 29 de abril de 2019, y es plenamente operativo desde el 6 de mayo de 2019. Se dedica a los vuelos internacionales (excepto para las compañías aéreas de los países del Golfo, del África del Norte y de Oriente Medio), mientras que la antigua terminal internacional se utiliza para los vuelos nacionales y los vuelos al Golfo, la antigua terminal nacional se utiliza para los vuelos chárter (al Hach y Umrah) y la actual terminal chárter (T2) se destruirá para construir una nueva terminal.

### Terminal 1 (T1)
Inaugurada el 5 de julio de 2006, la Terminal 1 del aeropuerto Houari-Boumédiène, con una capacidad de 6 millones de pasajeros, reemplazó a la antigua terminal internacional construida en los años 50.
Basada en el modelo del aeropuerto de Fráncfort, la nueva terminal está gestionada por la empresa de gestión de servicios e infraestructuras aeroportuarias (SGSIA) y ha sido construida según las más recientes normas internacionales, lo que la convierte en una de las más modernas de África, con, en particular, 14 pasarelas telescópicas (satélites) que permiten el desembarco directo de los aviones a la terminal.
Desde 2019, se utiliza para vuelos nacionales y para las aerolíneas de Oriente Medio, países del Golfo, y África del Norte.

### Terminal 2 (T2)
Construida en los años 50 como terminal para vuelos internacionales. A continuación, se renovó con la remodelación de los espacios, la creación de nuevos comercios, oficinas y una nueva gran sala de embarque se reabrió el 3 de noviembre de 2007, bajo el nombre de Terminal 2, que ahora ofrece conexiones domésticas. Tiene una capacidad de tráfico de 2,5 millones de pasajeros al año.
Desde 2019, se utiliza para vuelos chárter.

## Proyectos
Se prevé la demolición de la antigua terminal de vuelos chárter (ex Terminal 3)  y de la torre de control con el fin de recuperar el terreno y construir una nueva terminal una vez finalizadas las obras.
Los trabajos en esta futura terminal deberían realizarse en torno al año 2030.

## Estadísticas
Ver fuente y consulta Wikidata.
Los números de pasajeros, carga y operaciones se han incrementado desde 2003.
|           | 2003      | 2004      | 2005      | 2006      | 2007      | 2008      | 2009      | 2010      | 2011      | 2012      | 2013      | 2014      | 2015      | 2016      | 2017      | 2018      |
| --------- | --------- | --------- | --------- | --------- | --------- | --------- | --------- | --------- | --------- | --------- | --------- | --------- | --------- | --------- | --------- | --------- |
| Pasajeros |           |           |           |           |           |           |           |           |           |           |           |           |           |           |           |           |
| Total     | 2 631 807 | 4 308 054 | 3 400 000 | 3 480 000 | 3 814 555 | 4 159 358 | 4 548 055 | 4 350 000 | 4 745 854 | 5 398 270 | 5 918 132 | 6 457 795 | 6 879 630 | 7 572 758 | 7 823 634 | 7 975 412 |

## Otras infraestructuras
El aeropuerto también tiene:
- Una zona de aterrizaje de helicópteros.
- Un pabellón de honor, que permite recibir a los jefes de Estado y otros líderes políticos de todos los países durante sus viajes aéreos.
- Un área de carga.
- Una zona y hangares para el mantenimiento de las aeronaves.
- Un área para actividades aeroportuarias como las oficinas de la aerolínea nacional Air Algérie.
- Una nueva torre de control, cuya construcción llevó varios años y que se espera que entre en servicio en 2020.[16]

## Acceso al aeropuerto
Hay varias maneras de llegar al aeropuerto:
- Por carretera: el aeropuerto es accesible a través de la circunvalación de Argel Sur que va desde el barrio oeste (Zéralda) hasta Dar El Beïda, la segunda circunvalación de Argel Sur que une el barrio este de Argel (Boudouaou) con el barrio oeste (Staoueli) y la circunvalación de Argel Norte que va desde el centro de Argel hasta Dar El Beïda.
- En autobús: la línea 100 de la ETUSA conecta el aeropuerto con el centro de Argel cada 30 minutos.
- En metro (en construcción): la ampliación del metro de Argel, actualmente en construcción, conectará el aeropuerto de Argel con el resto de la red para el año 2025.
- En tren: una línea de ferrocarril conecta el aeropuerto con la estación de Bab Ezzouar, al este de Argel. Las obras de construcción comenzaron el 11 de diciembre de 2012. La estación se puso en servicio el 29 de abril de 2019.

## Aerolíneas y destinos

### Destinos nacionales
| Ciudades    | Aeropuerto                               | Aerolíneas                   | Aeronaves | Frecuencias semanales |
| Argelia     | Argelia                                  | Argelia                      | Argelia   | Argelia               |
| ----------- | ---------------------------------------- | ---------------------------- | --------- | --------------------- |
| Adrar       | Aeropuerto de Adrar                      | Air Algérie                  |           |                       |
| Annaba      | Aeropuerto de Annaba - Rabah Bitat       | Air Algérie                  |           |                       |
| Batna       | Aeropuerto de Batna                      | Air Algérie                  |           |                       |
| Béchar      | Aeropuerto de Béchar                     | Air Algérie                  |           |                       |
| Bugía       | Aeropuerto de Bugía                      | Air Algérie                  |           |                       |
| Biskra      | Aeropuerto de Biskra                     | Air Algérie                  |           |                       |
| Bou Saâda   | Aeropuerto de Bou Saâda                  | Air Algérie                  |           |                       |
| Chlef       | Aeropuerto de Chlef                      | Air Algérie                  |           |                       |
| Constantina | Aeropuerto Internacional Mohamed Boudiaf | Air Algérie                  |           |                       |
| Djanet      | Aeropuerto de Djanet                     | Air Algérie                  |           |                       |
| El Bayadh   | Aeropuerto de El Bayadh                  | Air Algérie                  |           |                       |
| El Menia    | Aeropuerto de El Menia                   | Air Algérie                  |           |                       |
| El Oued     | Aeropuerto de El Oued                    | Air Algérie                  |           |                       |
| Jijel       | Aeropuerto de Jijel                      | Air Algérie                  |           |                       |
| Méchira     | Aeropuerto de Méchira                    | Air Algérie                  |           |                       |
| Orán        | Aeropuerto de Orán Es Sénia              | Air Algérie Tassili Airlines |           |                       |
| Sétif       | Aeropuerto de Sétif                      | Air Algérie                  |           |                       |
| Tébessa     | Aeropuerto de Tébessa                    | Air Algérie                  |           |                       |
| Tiaret      | Aeropuerto de Tiaret                     | Air Algérie                  |           |                       |
| Tremecén    | Aeropuerto Zenata                        | Air Algérie                  |           |                       |
| Tuggurt     | Aeropuerto de Tuggurt                    | Air Algérie                  |           |                       |

### Destinos internacionales
| Ciudades por países       | Nombre del aeropuerto                           | Aerolíneas                                                  | Aeronaves           | Frecuencias semanales |        |
| África                    | África                                          | África                                                      | África              | África                | África |
| ------------------------- | ----------------------------------------------- | ----------------------------------------------------------- | ------------------- | --------------------- | ------ |
| Burkina Faso              |                                                 |                                                             |                     |                       |        |
| Uagadugú                  | Aeropuerto de Uagadugú                          | Air Algérie                                                 |                     |                       |        |
| Costa de Marfil           |                                                 |                                                             |                     |                       |        |
| Abiyán                    | Aeropuerto Internacional Félix Houphouët-Boigny | Air Algérie                                                 |                     |                       |        |
| Egipto                    |                                                 |                                                             |                     |                       |        |
| El Cairo                  | Aeropuerto Internacional de El Cairo            | Air Algérie Egyptair                                        |                     |                       |        |
| Mauritania                |                                                 |                                                             |                     |                       |        |
| Nuakchot                  | Aeropuerto Internacional de Nuakchot            | Air Algérie                                                 |                     |                       |        |
| Níger                     |                                                 |                                                             |                     |                       |        |
| Niamey                    | Aeropuerto Internacional Diori Hamani           | Air Algérie                                                 |                     |                       |        |
| Senegal                   |                                                 |                                                             |                     |                       |        |
| Dakar                     | Aeropuerto Blaise Diagne                        | Air Algérie                                                 |                     |                       |        |
| Túnez                     |                                                 |                                                             |                     |                       |        |
| Túnez                     | Aeropuerto Internacional de Túnez-Cartago       | Nouvelair Tunisair                                          | A320-214            |                       |        |
| Asia                      |                                                 |                                                             |                     |                       |        |
| Arabia Saudita            |                                                 |                                                             |                     |                       |        |
| Yeda                      | Aeropuerto Internacional Rey Abdulaziz          | Air Algérie Flynas Saudia                                   | A3x0x               |                       |        |
| Catar                     |                                                 |                                                             |                     |                       |        |
| Doha                      | Aeropuerto Internacional Hamad                  | Qatar Airways                                               |                     |                       |        |
| EAU                       |                                                 |                                                             |                     |                       |        |
| Dubái                     | Aeropuerto Internacional de Dubái               | Air Algérie operado por Hi Fly Malta Emirates               | A330-200 B777-300ER |                       |        |
| Europa                    |                                                 |                                                             |                     |                       |        |
| Alemania                  |                                                 |                                                             |                     |                       |        |
| Fráncfort del Meno        | Aeropuerto de Fráncfort del Meno                | Air Algérie Lufthansa                                       |                     |                       |        |
| Múnich                    | Aeropuerto Internacional Franz Josef Strauss    | Air Algérie                                                 |                     |                       |        |
| Austria                   |                                                 |                                                             |                     |                       |        |
| Viena                     | Aeropuerto de Viena-Schwechat                   | Air Algérie                                                 |                     |                       |        |
| Bélgica                   |                                                 |                                                             |                     |                       |        |
| Bruselas                  | Aeropuerto de Bruselas-National                 | Air Algérie                                                 |                     |                       |        |
| Charleroi                 | Aeropuerto de Charleroi-Bruselas Sur            | Air Algérie TUI fly Belgium                                 |                     |                       |        |
| España                    |                                                 |                                                             |                     |                       |        |
| Alicante                  | Aeropuerto de Alicante-Elche Miguel Hernández   | Air Algérie Vueling                                         | A3xx                |                       |        |
| Barcelona                 | Aeropuerto Josep Tarradellas Barcelona-El Prat  | Air Algérie Vueling                                         | A3xx                |                       |        |
| Madrid                    | Aeropuerto Adolfo Suárez Madrid-Barajas         | Air Algérie Iberia                                          | A3xx                |                       |        |
| Palma de Mallorca         | Aeropuerto de Palma de Mallorca                 | Air Algérie                                                 |                     |                       |        |
| Francia                   |                                                 |                                                             |                     |                       |        |
| Burdeos                   | Aeropuerto de Burdeos-Mérignac                  | Air Algérie Volotea                                         | A3xxceo             |                       |        |
| Estrasburgo               | Aeropuerto de Estrasburgo                       | Tassili Airlines                                            |                     |                       |        |
| Lille                     | Aeropuerto de Lille-Lesquin                     | Air Algérie                                                 |                     |                       |        |
| Lyon                      | Aeropuerto de Lyon-Saint Exupéry                | Air Algérie ASL Airlines France Transavia France            | B737 B737-800       |                       |        |
| Marsella                  | Aeropuerto de Marsella-Provenza                 | Air Algérie Air France Vueling                              | A3xx                |                       |        |
| Metz                      | Aeropuerto de Metz-Nancy-Lorena                 | Air Algérie                                                 |                     |                       |        |
| Montpellier               | Aeropuerto de Montpellier-Méditerranée          | Air Algérie Transavia France                                | B737-800            |                       |        |
| Nantes                    | Aeropuerto de Nantes-Atlantique                 | Tassili Airlines Transavia France                           | B737-800            |                       |        |
| Niza                      | Aeropuerto de Niza-Costa Azul                   | Air Algérie                                                 |                     |                       |        |
| París                     | Aeropuerto de París-Charles de Gaulle           | Air Algérie Air France ASL Airlines France Tassili Airlines | B737                |                       |        |
| París                     | Aeropuerto de París-Orly                        | Air France Transavia France                                 |                     |                       |        |
| Toulouse                  | Aeropuerto de Toulouse-Blagnac                  | Air Algérie                                                 |                     |                       |        |
| Hungría                   |                                                 |                                                             |                     |                       |        |
| Budapest                  | Aeropuerto de Budapest-Ferenc Liszt             | Air Algérie                                                 |                     |                       |        |
| Italia                    |                                                 |                                                             |                     |                       |        |
| Milán                     | Aeropuerto de Milán-Malpensa                    | Air Algérie                                                 |                     |                       |        |
| Roma                      | Aeropuerto de Roma-Fiumicino                    | Air Algérie ITA Airways                                     | A                   |                       |        |
| Venecia                   | Aeropuerto Internacional Marco Polo             | Volotea                                                     | A3xxceo             |                       |        |
| Portugal                  |                                                 |                                                             |                     |                       |        |
| Lisboa                    | Aeropuerto de Lisboa                            | Air Algérie                                                 |                     |                       |        |
| Reino Unido               |                                                 |                                                             |                     |                       |        |
| Londres                   | Aeropuerto de Londres-Heathrow                  | Air Algérie British Airways                                 |                     |                       |        |
| Rusia                     |                                                 |                                                             |                     |                       |        |
| Moscú                     | Aeropuerto Internacional de Moscú-Sheremétievo  | Air Algérie                                                 |                     |                       |        |
| Suiza                     |                                                 |                                                             |                     |                       |        |
| Ginebra                   | Aeropuerto de Ginebra                           | Air Algérie                                                 |                     |                       |        |
| Suiza Francia Alemania    |                                                 |                                                             |                     |                       |        |
| Basilea/Mulhouse/Friburgo | Aeropuerto de Basilea-Mulhouse-Friburgo         | Air Algérie                                                 |                     |                       |        |
| Turquía                   |                                                 |                                                             |                     |                       |        |
| Estambul                  | Aeropuerto Internacional de Estambul            | Air Algérie Turkish Airlines                                |                     |                       |        |

## Segunda Guerra Mundial

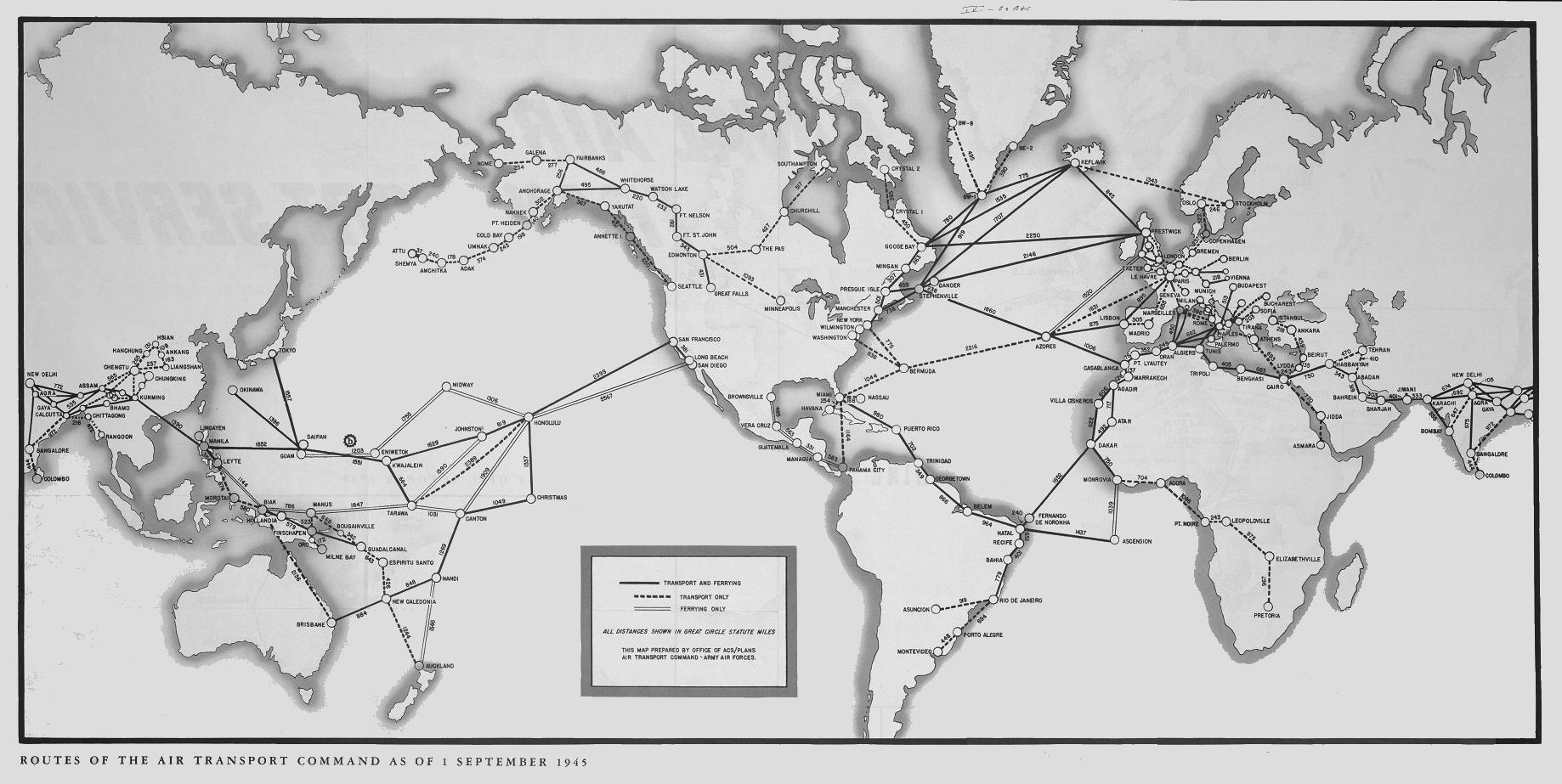
Mapa de rutas mundiales del Comando de Transporte Aéreo, septiembre de 1945

Durante la Segunda Guerra Mundial, el aeropuerto fue utilizado por la unidad de transporte aéreo de la Fuerza Aérea de los Estados Unidos como base de carga, y tránsito de aviones y personal. Funcionaba como parada técnica en la ruta al Aeropuerto de Tafarquay, cerca de Orán o al Aeropuerto de Túnez, Túnez en la ruta de transporte del norte de África El Cairo-Dakar. También efectuaba vuelos de pasajeros y carga a Marsella, Milán, Nápoles y Palermo, Sicilia.

## Incidentes
- El 28 de agosto de 1992, una bomba en el aeropuerto mató a nueve personas e hirió a otras 128. Varias personas fueron arrestadas por su implicación con el atentado, incluyendo a Hossein Abderrahim, un miembro del grupo político islamista FIS. Fue ejecutado en 1993.

- El 24 de diciembre de 1994, el Vuelo 8969 de Air France con un Airbus A300, en rumbo a París, fue secuestrado por cuatro terroristas islámicos antes de despegar; tres pasajeros murieron antes de salir. En Marsella un equipo de operaciones especiales de la Gendarmería Francesa tomaron el avión y mataron a los cuatro secuestradores, aunque 25 pasajeros resultaron heridos.

## Galería

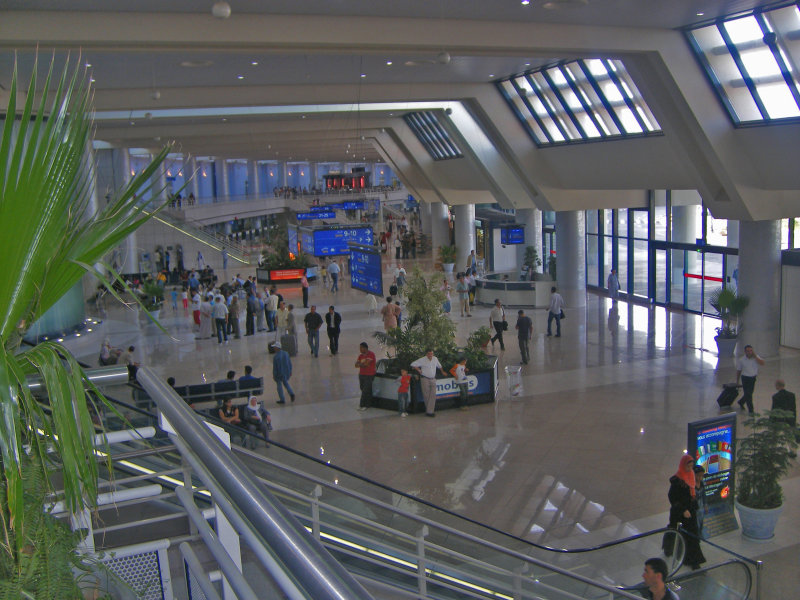
La nueva terminal en el aeropuerto
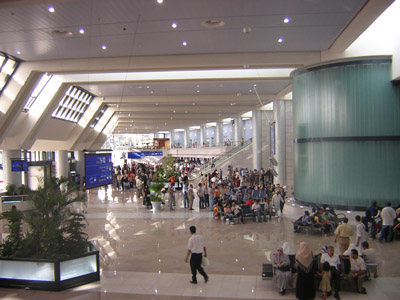
Zona de facturación
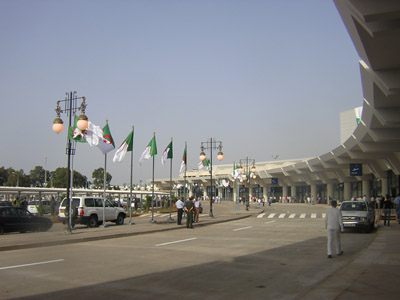
Entrada a la terminal